# Fimbristylis palauensis
Fimbristylis palauensis är en halvgräsart som beskrevs av Jisaburo Ohwi. Fimbristylis palauensis ingår i släktet Fimbristylis och familjen halvgräs. Inga underarter finns listade i Catalogue of Life.